# Hipposideros orbiculus
Hipposideros orbiculus — є одним з видів кажанів родини Hipposideridae.

## Поширення
Країни поширення: Індонезія, Малайзія. Це вид тропічних лісів низовини.

## Загрози та охорона
Збезлісення і деградація середовища проживання через вирубку, сільське господарство, розвиток інфраструктури, насадження плантацій і пожежі є серйозними загрозами для цього виду. Поки не відомо, чи вид присутній в охоронних територіях.